# Wachstedt
Wachstedt là một đô thị thuộc huyện Eichsfeld nước Đức. Đô thị này có diện tích 17,46 km², dân số thời điểm 31 tháng 12 năm 2006 là 571 người.